# Westfalkland

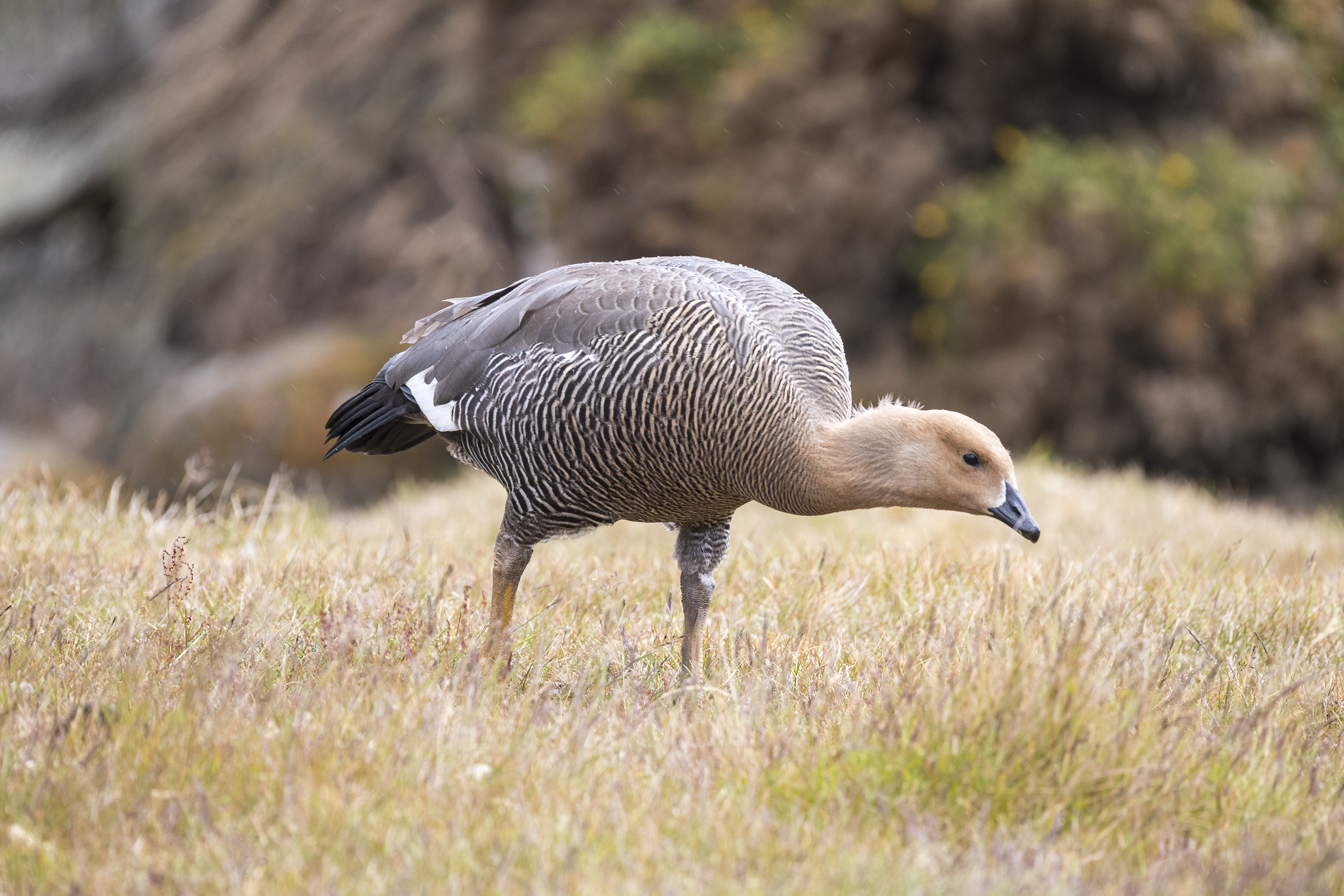
Westfalkland besitzt aufgrund der geringen Bevölkerungsdichte eine fast unberührte Fauna und Flora.

Westfalkland (spanisch Gran Malvina) ist mit 4.532 km² (5.413 km² inklusive der kleineren vorgelagerten Inseln) die zweitgrößte der Falklandinseln. Die hügelige Insel wird durch den Falklandsund von Ostfalkland getrennt. Höchster Punkt der Insel ist der 700 m hohe Mount Adam.

## Bevölkerung
Verglichen mit der Hauptinsel ist die Bevölkerungszahl mit 151 Einwohnern im Jahr 2016 wesentlich geringer. Verglichen zur Volkszählung 2012 bedeutet das allerdings eine Zunahme, als noch 127 gezählt wurden. Die Bewohner konzentrieren sich in wenigen Ansiedlungen an der Küste. Die größten und wichtigsten Siedlungen sind Port Howard und Fox Bay, gut an den Hauptort Stanley angebunden sind. So werden die beiden Landepisten in der Regel zweimal wöchentlich von der staatlichen Fluglinie Falkland Islands Government Air Service angeflogen. Weitere Ansiedlungen sind Albemarle, Chartres, Dunnose Head, Hill Cove, Port Stephens und Roy Cove, welche in den meisten Fällen mit Straßen verbunden sind und auch kleinere Häfen besitzen.

## Klima
Nach der Klimaklassifikation von Köppen & Geiger gehört das sehr ausgeglichene maritim-feuchte und kühle Klima der Falklandinseln zum Tundrenklima (eher im Inland) oder zum subpolaren Ozeanklima (eher im Küstenraum). Die konkreten Zuordnungen sind uneinheitlich; einige Karten weisen für ein kleines Gebiet im äußersten Norden von Westfalkland auch kaltes Steppenklima aus. Nach Troll & Paffen liegt ganz Westfalkland im wintermilden Trockensteppenklima, während Ostfalkland komplett im subpolaren, hochozeanischen Klima liegt. Nach dieser Klassifikation verläuft zwischen den beiden Inseln die Grenze zwischen der kühlgemäßigten und (sub)polaren Klimazone.

## Flora und Fauna
Die Wirtschaft der Insel beruht hauptsächlich auf der Schafzucht und dem Fischfang, der auch in den beiden Flüssen Warrah und Chartres betrieben wird. Der Ort Hill Cove im Norden von Westfalkland ist bekannt wegen des einzigen Waldes der Falklandinseln, des rund 2 ha großen Hill Cove Forest. Er wurde um 1880 angelegt und 1925 erheblich vergrößert. Die Ansammlung von Bäumen auf Carcass Island am Rande von Port Patterson – hauptsächlich Monterey-Zypressen und aus Neuseeland stammende Drachenbäume der Spezies Cordyline australis – gilt als der zweitgrößte „Wald“ der Falklandinseln.
Aufgrund der äußerst geringen Bevölkerungsdichte ist die Natur der Insel noch in großen Teilen intakt. Westfalkland ist für seine großen Pinguin-, Kormoran- und See-Elefanten-Kolonien bekannt.

## Geschichte
Die erste Ansiedlung Port Egmont auf Saunders Island begründeten die Briten 1766.
Im Falklandkrieg 1982 war die Insel in geringerem Umfang Operationsgebiet. Wichtigste Kampfhandlungen am Boden war das Scharmützel am Many Branch Point. Dabei kam ein britischer SAS-Offizier, Gavin Hamilton, ums Leben. Die Royal Air Force betreibt auf den Bergen Mount Alice und Mount Byron zwei Aufklärungsstationen.